# Bert Onnes

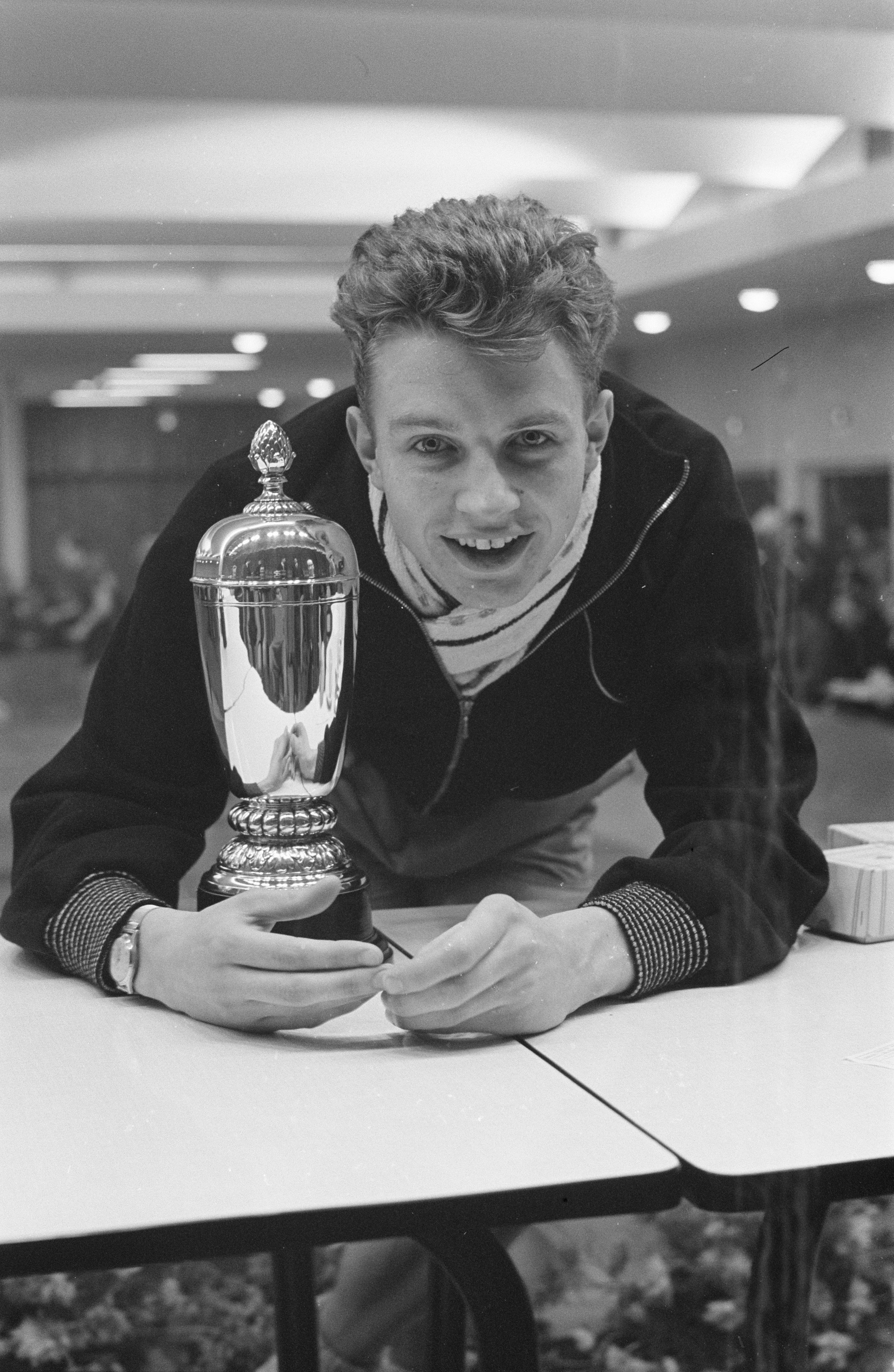
Bert Onnes in 1962.

Bert Onnes (Amsterdam, 31 juli 1938 - 10 november 2018) was een 24-voudig Nederlands kampioen tafeltennis. 

## Biografie
Onnes kwam in competitieverband onder meer uit voor Sparta (Amsterdam), dat later fuseerde met AMVJ. Nadat het semi-professionalisme zijn intrede deed speelde hij in zijn nadagen nog voor  Wibats (Den Haag) en Steeds Hoger/TSB (Rijswijk). Al gedurende zijn actieve spelersloopbaan, trad hij ook op als coach, onder meer van de Oranje-jeugd in 1961.Met Sparta en met AMVJ werd hij kampioen van Nederland met spelers als Paul Gimbel, Hennie Grijzenhout, Eric Goudsmit en speelde hij voor de europacup met Paul Gimbel, Mauri Coltof en Gerrit Horlings.
Onnes raakte in 1968 geblesseerd aan zijn linkerarm en kwam daardoor anderhalf jaar niet aan spelen toe. In de tussentijd bestierde hij daarom een tafeltennisschool in Amsterdam, waarna hij toch zijn rentree maakte op het hoogste niveau.
Onnes nam zowel als speler en als coach nooit een blad voor de mond. Zo noemde Onnes het niveau van tafeltennissend Nederland in 1969 belachelijk en zwak, nadat hij met minimale voorbereiding het AMVJ-toernooi won. In 1971 was hij aanleiding tot het staken van een wedstrijd tussen zijn team Steeds Hoger/TSB en LTTV Scylla. Onnes weigerde zijn trainingspak uit te trekken omdat hij nog niet warm gespeeld was, terwijl de voorschriften dat vereisten.

## Titels
De linkshandige speler won de nationale enkelspeltitel in 1956, 1959, 1960, 1961, 1962, 1963 en 1965. Hij nam op zestienjarige leeftijd voor het eerst aan het WK deel.
Onnes vulde zijn palmares aan met titels op de Nederlandse kampioenschappen dubbelspel 1956 (met Wim Stoop), 1957 (met Henny Grijzenhout), 1959, 1960, 1962 en 1963 (met Frans Schoofs), 1964 en 1965 (met Mauri Colthof).
De nationale titel in het gemengd dubbel won hij tijdens de NK 1956, 1957, 1958 (met Nora van Megen), 1959, 1960 (met Agnes Simon), 1961, 1962 (met Nellie Visscher), 1964 (met Aukje Wynia) en 1965 (met Annemarie Wijnants). Daarmee won hij gedurende vijf edities van de Nederlandse kampioenschappen alle drie de toernooien waaraan hij deelnam. Zijn dubbeltitels won hij met aan zijn zijde onder meer vier spelers die zelf minimaal één keer Nederlands Kampioen enkelspel werden.
In totaal won hij 24 maal het Nederlands Kampioenschap. Dit is er een minder dan het aantal dat de door hem ontdekte Bert van der Helm later ging winnen.